# NGC 3120
NGC 3120 (другие обозначения — ESO 374-29, MCG -6-22-17, IRAS10031-3358, PGC 29278) — галактика в созвездии Насос.
Этот объект входит в число перечисленных в оригинальной редакции «Нового общего каталога».
В галактике вспыхнула сверхновая SN 2010F типа II, её пиковая видимая звездная величина составила 14,8.
Галактика NGC 3120 входит в состав группы галактик NGC 3038. Помимо NGC 3120 в группу также входят NGC 3038, NGC 3087, IC 2532, ESO 373-21 и ESO 373-26.